# Hetrodinae
Hetrodinae es una subfamilia de insectos ortópteros de la familia Tettigoniidae. Se encuentra en África y el Oriente Próximo.

## Géneros
Según Orthoptera Species File (28 mars 2010):
- Acanthoplini Ebner 1964
  - Acanthoplus Stål, 1873
  - Cloanthella Bolívar, 1890
- Anepisceptini Schmidt, G.H. 1998
  - Anepisceptus Fieber, 1853
  - Eugasteroides Weidner, 1955
  - Weidnerius Schmidt, 1998
- Enyaliopsini Weidner 1955
  - Cosmoderus Lucas, 1868
  - Enyaliopsis Karsch, 1887
  - Gymnoproctus Karsch, 1887
  - Hemihetrodes Pictet, 1888
- Eugastrini Karsch 1887
  - Acanthoproctus Karsch, 1887
  - Bradyopisthius Karsch, 1887
  - Eugaster Serville, 1838
  - Spalacomimus Karsch, 1887
- Hetrodini Brunner von Wattenwyl 1878
  - Hetrodes Fischer von Waldheim, 1833